# Tipula (Eremotipula) mitrata
Tipula (Eremotipula) mitrata is een tweevleugelige uit de familie langpootmuggen (Tipulidae). De soort komt voor in het Nearctisch gebied.